# 王白淵
王白淵（1902年11月3日—1965年10月3日），臺灣彰化縣二水鄉惠民村人。新詩詩人，日文世代作家。

## 生平
自1918年從二水公學校畢業，考進台北師範學校，他在就讀台北師範學校這段期間，認識日後與他合作的謝春木。從師範學校畢業之後，1921年到臺中州溪湖公學校（今彰化縣溪湖國小）出任教諭，1922年到臺中州二水公學校（今彰化縣二水國小）出任訓導（日本舊制教員職階）。王白淵在1923年到日本深造，就讀日本國立東京美術學校。畢業後，在日本岩手縣女子師範學校任教。待在日本這段期間，王白淵娶日本人為妻，致力於文學創作，並且積極投入文學活動。1931年王白淵出版個人詩集《荊棘之道》（蕀の道）；而在1932年王白淵與一批東京台灣文藝同人，組織「台灣藝術研究會」，創辦《福爾摩沙》。然而，好景不常，由於個別成員參與反帝遊行遭到警方逮捕，牽連全體，王白淵遭受池魚之殃，失去了教職。1934年王白淵與日籍妻子久保田ヨミ離婚後，離開日本到上海，在華聯通訊社任職，後來在上海美術專科學校專擔圖案系的教師，但是平穩的日子並不長久。1937年中日戰爭爆發後，王白淵在日軍進入法國租界以後遭到逮捕，被判刑八年，並且被遣送回台北服刑。他服刑6年之後被釋放，之後進入台灣日日新報任職。
戰後，王白淵的文化參與積極。他曾與游彌堅、楊雲萍、陳紹馨、沈湘成、蘇新等人創立「台灣文化協進會」（該會1946年於台北中山堂成立），成為該會的理事，並且作為該會機關雜誌《台灣文化》的編輯與主要撰稿人。之後，王白淵先後在李純青的《台灣評論》、《台灣新生報》編輯主任、蔡培火的紅十字會等機構工作。1947年底，王白淵因二二八事件爆發被人牽連，遭警方逮捕入獄，幸虧得到游彌堅的擔保得以出獄。然而，經歷了一連串殘酷的打擊，還有置身於當時極度肅殺、高壓政治環境，王白淵年少時的銳氣，此時不再復見。王白淵晚年著手整理文獻，在1954年的《台北文物》發表〈台灣美術運動史〉一文，之後便無太大作為。1965年王白淵因尿毒症併發症過世，享壽63歲。

## 瑣事及傳聞

### 留日以前
- 童年時代，王白淵的父親時常講述林爽文的故事，因此林爽文一生的事跡深記在王白淵心裡。[3]
- 就讀二八水公學校期間，王白淵喜歡讀書、繪畫，常在黑板塗鴨，並且參與壁報製作。[4]
- 王白淵自承，就讀台北師範期間，「不管世事，又不懂社會，天天只有念書打網球。」；好友及同學謝春木，則說王白淵「很天真，很快活，好像在春前明朗地歌唱而跳舞底小鳥般一樣」，而且「受大家的愛著而離開學堂」。[5]
- 快要畢業的時候，王白淵與幾位台北師範同學，拍了一張變裝照片。王白淵扮成一個穿西裝的女人，一位同學扮卓別林，另一位則扮作算命先生；至於謝春木及其他同學，則是「穿著一副台灣服，雙手拿著一輪腳踏車，做出將要出發的姿勢，車子的後方掛了一個招牌，寫了『提高台灣的文化』的字樣，前面有一個同學裝做日人，站在那邊不肯給他走，車子的前面亦一樣，掛了一個招牌，寫著「不，再等一些罷！」的字樣」。王白淵畢業以後時常把這張照片帶在身邊，用來勉勵自己。[6]
- 1921年王白淵從台北師範畢業以後，到彰化溪湖去當公學校教師，他在回憶錄裡提到自己「只有教育的熱情，天天快樂地工作，好好地和小孩子們玩」，但是已經意識到現實社會存在的族群對立，並且親身體驗台灣人遭到排擠及差別待遇的問題。此外，王白淵也注意到蔣渭水及台灣文化協會的訴求與活動，不過當時並沒有加入該協會。[7]
- 王白淵受到日人學者工藤直太郎《人間文化的出發》一書的啟發，對藝術產生濃厚的興趣，他後來在回憶錄裡提到，這本書驅使他決定了自己的人生方向。然而，對於這樣的人生方向，王白淵似乎有些介意。戰後，某次宴席，他見到工藤直太郎，曾向對方說道：「工藤先生，我在二十年前讀過先生的大作『人間文化的出發』，因此到東京研究藝術。就此以來曾受過很多的人生波折，我應該感謝你，還是要怨恨你？」工藤直太郎聽了以後，「搖搖頭，笑一笑，只默默地並無發出一語」(王白淵‧語)。[8]

### 留日期間
- 留學日本期間，王白淵曾與謝春木一同睡一同吃，兩人常在公寓的樓上談論台灣人的命運，聊到天亮。1931年王白淵出版日文詩集《棘之道》(中譯為「荊棘之道」)，謝春木特別為王白淵寫了一篇序文，交代自己與王白淵的友誼、王白淵的思想轉變，以及透露其對日本同化政策及教育方法的不滿。王白淵對謝春木這篇序文相當肯定，多年後將文章翻成中文。[9]
- 東京美術學校在學期間，王白淵曾與同班同學廣降軍一與佐藤重義合作，發行同人誌《怣(Gon)》。[10]由於當時的學校教育與日本的美術環境不符合自己的期待，所以王白淵逐漸將注意力轉向詩文創作。
- 有心成為台灣米勒的王白淵，他的畢業作品風格卻與米勒相去甚遠。根據王白淵的學生回憶，王白淵的畢業作品是一幅以幾棵樹為背景，女性畫像為主題的日本畫。這幅畫原本裝飾在日本岩手縣盛岡女子師範學校內，卻在1948年8月28日被大火燒毀。[11]
- 王白淵不僅對印度詩人泰戈爾的文學及哲學思想產生興趣，他對甘地的印度獨立運動、孫中山領導的中國革命運動、社會主義運動也興致盎然，並且寄予高度的期望。他分別在1927年撰寫〈詩聖泰戈爾〉[12]，1930年撰寫〈甘地與印度的獨立運動〉，兩篇文章都把印度的文藝復興與獨立運動，視為亞洲從帝國主義解放的先聲。[13]
- 張文環曾在王白淵告別式上提到，王白淵在日本當教師時，由於性情慷慨、常救濟朋友，所以口袋常常空空如也，沒什麼錢。除了張文環，巫永福、吳濁流、朱昭陽等人，也都懷念王白淵和藹待人的態度，以及他對金錢、名利的淡漠之情。 [14]
- 除了樂於助人，王白淵對於前輩畫家的畫作，也常代為奔走，找尋蒐藏對象。[15]
- 王白淵留學日本前，已與陳草女士結婚，但兩人教育程度、思想觀念差距甚大。留日以後，王白淵想出版《棘之道》，卻擔心詩集的出版與自己想要投入的左翼文藝活動，可能會連累到妻子，所以主動提出離婚的要求。王白淵的學生張福在接受陳才崑訪問時，約略描述當時的場景，提到：王白淵開口之後，當時正在削水果的陳草非常驚訝，也非常憤怒，不意順手一揮，割傷了王白淵的手。看到丈夫血流如注，陳草不忍心，只好同意對方的要求。[16]
- 王白淵當初是台灣總督府選派的留日學生，但後來因思想問題，無法返台任教。東京美術學校師範科畢業以後，王白淵待業超過半年，後來透過東京美術學校同學今井退藏推薦，王白淵接替對方在岩手師範女子學校的遺缺(今井退藏因入伍離開)而得到錄用。除了同學的幫助，該校校長的開明態度也是王白淵能夠得到錄用的關鍵。[17]
- 王白淵與元配陳草離婚以後，與女子學校的學生久保田ヨミ相戀，可惜兩人相處的時間不長。王白淵離開日本以後，因個人生活不安定與時局動盪的影響，再也沒有回日本與久保田ヨミ和女兒生活。
- 王白淵在日本岩手縣師範女子學校任教五年又九個月。除了到東京會見台灣留日學生，秘密從事左翼文學運動以外，王白淵努力教授美術，並且指導學生打網球。在課堂上，他常談論台灣獨立及其他的政治問題，也曾痛批日本財團三菱、三井搾取殖民地產業。教學親切生動、談吐幽默風趣，無時無刻笑容滿面，受到學生歡迎。由於學生對王白淵的言論普遍同情，甚至支持，所以王白淵常藉由學生的提示或是校長巡堂的鞋音，迅速將話題從政治轉回美術；而校長對於王白淵在課堂談論政治及台灣問題，也睜一隻眼閉一隻眼。王白淵與盛岡當地的文人雅士有所來往，曾與同事松本慎吾、岩手詩人協會成員小山和吉等人交遊。研究王白淵的一位學者板谷榮城，推測：王白淵很可能透過印刷物或其他形式，與當時知名作家宮澤賢治及其他當地作家交流或接觸。1932年9月22日，王白淵在講課時，在講台上遭到日警拘押，這一幕令不僅讓當時上課的學生印象深刻，也引起學校一陣騷動。被拘押的理由是：王白淵與吳坤煌、林兑等台灣留日青年籌組「東京台灣人文化同好會」，涉嫌從事反殖民運動。事後，王白淵遭到學校解聘，失去教職，不得不另謀出路。王白淵離開以後，當年的學生並沒有遺忘他，有人在王白淵赴華以後，曾到上海探望。其中一位學生山合芳繪，日後寫了一部自傳小說，名為《南部紫》(1979年出版)，即以老師王白淵及同校學生久保田ヨミ作為小說人物原型，以他們相戀、結婚、被迫分離的事蹟作為基礎進行創作。王白淵的頭號敵人--日本特務，他們對王白淵的調查相當細心，發現他在岩手縣盛岡任教期間，曾經「誘引岩手醫學專門學校學生組織『親交會』，努力對他們進行民族意識之宣揚煽動。」並且將這樣的調查報告，移交上海領事館，讓王白淵即使到中國上海，也難逃被監視的厄運。[18]
- 王白淵與吳坤煌、林兑、張文環這些台灣青年組織「台灣人文化同好會」的事跡，據日本殖民政府的官方調查報告《台灣總督府警察沿革誌》記錄，這是個左翼組織：「在岩手縣女子師範學擔任教諭的王白淵，剛出版一本詩集《荊棘之道》，在左翼文壇上博得一些好評，他素與旅居東京的左翼青年林兑、吳坤煌等互通訊息，彼此之間自然也曾交換對無產階級藝術運動的意見。……」[19]

### 在大陸期間
- 王白淵被迫與日本太太久保田ヨミ分離。王白淵來到大陸以後，久保田ヨミ依然思念，曾經寄信給他。王白淵的小學同學與童年好友謝東閔，曾在出殯前一晚的惜別晚會，向眾多文友提到：民國17年他在廣州唸中山大學的時候，有天突然接到某位日本女士寄來的信，他打開一看，發現這封信是王白淵的妻子寫的，裡面一段寫著：「愛情是無分國境的。」王妻對丈夫的一片真情，讓他非常感動。[20]
- 王白淵得知自己的日本太太生了一個女兒之後，非常高興，但隨即陷入悲傷，寫了一首詩表達自己的情感，感嘆自己是「被日本帝國主義者放逐的人，不能讓他親生孩子叫一聲『爸爸』，哀哉兮」(王白淵‧詩文) 。[21]
- 王白淵來到大陸上海以後，在華聯通訊社工作，職務是「以無線電接聽日本消息，立即迻譯成中文，提供給大陸有關機關」[22]，疑似從事情報工作。王白淵在華期間的事跡，目前台灣文學界所知不多。
- 王白淵初到上海的一兩年，還與日本東京的「臺灣藝術研究會」常有聯繫，而且持續將稿件寄去，也曾郵寄一些中國當代作家的小說給吳坤煌。後來因雜誌停刊，時局日趨緊張，與東京的文友失去連繫。[23]
- 王白淵與許多日治時期前往大陸居住、就職的台灣人一樣，處在當時反日情緒極為高漲的中國大陸，他面臨是否要在大陸人面前自稱為臺灣人的困境，也察覺到自己的外貌與日本人沒有太大的差別，曾在〈福爾摩沙點將錄〉一文如此描述：「因(他)長年居住在北方，他的神經變成懦弱，故到了上海，發現自己是一個日本人而驚訝失色。」[24]儘管如此，王白淵還是被大陸民眾的抗日愛國熱情感動，對中國的未來抱持希望。
- 1935年王白淵到上海美術專科學校擔任圖案系教師。當年的同事黃葆芳回憶，他對王白淵的印象是「身材五短，留有日式短髭，外貌與日人無異。且具一口流利日語，與日本人幾乎難以分別。行路形狀也是八字腳，這可能因長期居住日本，穿慣木屐所致，他生性沉默寡言，但授課卻十分認真，所編講義深入淺出，條理分明，能將中外古今圖案之共通點作詳細闡述及比較，很受學生歡迎。他的素描根基相當穩固，想他當年學習時，一定下過苦工，故能在圖案的變化意匠方面，不但表現美觀，而且不失實物的特徵形態。從八一三滬戰發生之後，即不知去向。……著作有『圖案概論』，對雕刻羅丹頗有研究。」[25]
- 撰寫《台灣出土人物誌》的謝里法曾聽到一則傳聞，內容是：王白淵在華期間曾經擔任過江青(當時在上海當演員)的日語教師。
- 王白淵的感情之路相當坎坷，與第一任妻子陳草，因為教育程度與觀念思想的差異過大而離婚；與第二任妻子久保田ヨミ，因為赴華從事反殖民運動而離婚；到大陸以後，王白淵與一位四川籍女子結婚，但是在813事變以後，王白淵某天帶著懷有身孕的妻子到上海法國領事館避難時，遭到日本憲兵逮捕，被強行押解回台，入獄服刑，從此與那位妻子音訊中絕。[26]

### 遣台以後
- 坐牢期間，製造出一副漆畫屏風，曾在「囚人作品展示會」上展出。[27]謝里法在《台灣出土人物誌》裡描述的更詳細，並且提到一件趣事，寫道：「坐牢六年的王白淵，囹圄生活中最大的收獲莫過於手工藝產生濃厚興趣，學會了蒔繪(日語，即漆器上的泥金畫)技法的手藝，作品曾在『囚人作品展售會』中展覽出來。出獄後，得知當年美術學校老同學顏水龍正努力推展美術工藝；即利用臺灣本土特產的材料配合現代生活的需求，製造實用性及裝飾性的工藝品，便躍躍欲試，以半專家的身份找顏水龍合作。那時臺北車站近傍有家旅社是他們一位朋友開的，每回顏水龍北上，就相約在旅社客廳商討手工藝推展的事，連續談過幾回後顏水龍煩了，氣話也說了出來：「你只知道談，若是和你一起作事，我會被你活活氣死！」[28]
- 1943年出獄沒多久的王白淵，針對第六屆府展(在台北公會堂舉辦)的畫作，撰寫〈府展雜感〉一文，文筆相當犀利，不論是日人還是台人畫家，都毫不留情評論其作品的優缺點。王白淵舉出康德、達文西、米開朗基羅等人，說明偉大藝術家應該具有的條件，以這為基礎去檢視畫展作者的表現，批評台灣畫家普遍沒有哲學、欠缺個性，作品無法激發觀眾的喜悅，流於膚淺、貧乏等問題。 [29]

### 戰後 / 國民政府遷台
- 由於王白淵年輕時代與謝春木有相當深厚的交情，因此日本投降不久，就有許多台灣人來找王白淵，希望透過他接觸可能回台擔任官員(有說：謝春木可能當民政處長或是警務處長)的謝春木，弄的王白淵「神經衰弱」(王白淵‧語)。 [30]
- 在《政經報》與《台灣評論》被陳儀政府下令停刊以後，王白淵與蘇新結合一批左翼青年，在1946年10月15日創辦《自由報》。這份刊物持續出刊到1947年2月，因二二八事件而停刊。[31]
- 王白淵有一段時間常與巫永福碰面，二人常談論台灣新詩與美術的問題。[32]
- 戰後初期，王白淵曾任《新生報》編輯部主任，並且成為「台灣文化協進會」的十六名理事之一，兼任教育、服務主任，積極參與協進會活動。然而，離開報界以後，王白淵頻繁轉換職業，曾先後在鋁版廠、紅十字會、電器公會、手工藝中心等任職，也在大同工學院、中國文化學院(是「中國文化大學」的前身)、實踐家專等校當兼任講師。除了職業不穩定，王白淵也遭到國民政府的壓迫，坐牢三次。 [33]頭一次是被228事件牽連，第二次因台共蔡孝乾案被牽連。家裡不時有情治人員監視、造訪。[34]
- 楊逵曾向他人提到：戰後，他入獄見到吳新榮，吳新榮一見面就告訴他說：「你終於來了，王白淵每天惦念著你，總是問楊逵怎麼還沒有來！」由於王白淵比楊逵早幾個禮拜被捕，已經移往他處，所以王白淵與楊逵到頭來還是碰不了面。[35]
- 1959年正統國畫論爭爆發，台灣日治時期從事東洋畫(也有作「日本畫」)的畫家，個人成就與作品價值備受批評，王白淵發表〈對國畫派系之爭有感〉一文，就「東洋畫(日本畫)是繼承中國國畫北宗發展而來」的歷史事實，為台灣東洋畫的存在價值辯護，可惜沒有成功。[36] 當局與體制的應合者到頭還是運用政治力，強行將台灣的東洋畫排除在省展與正統的國畫之外。
- 王白淵「常能在街頭雜沓的群眾中，一眼就看出那些人是情治人員，那些人是有關單位佈建的線民，他都能猜得八九不離十。」[37]
- 王白淵的夫人倪雲娥曾向他人說道：「白淵生平愛聽古典音樂，愛哼幾首台灣歌謠，愛打網球和乒乓球，古詩雖不大懂，卻偏偏愛吟古詩，但是，他最喜愛的卻是女人。」此外，王昶雄也提到，王白淵常常引用泰戈爾的詩句：「女子呀！你用妳的珠淚包繞著世界的心，正如海洋包繞了大地一樣！」[37]
- 1965年10月3日晚間9點50分，王白淵因腎結石引發尿毒症病逝。在他出殯的前一天(10月8日)晚上，王白淵生前的好友聚集在殯儀館大廳，由王昶雄主持，每人講述王白淵生前事蹟，據說以吳坤煌、張文環所講的事跡--東京「福爾摩沙」時代的軼事最精彩動人。由於王白淵生平最愛唱日本歌星古賀政男的「慕影」與電影「白色富士嶺」的插曲，因此在告別會播放這兩首曲子，當做最後的送別曲。 [38]

## 他人評價

### 日本當局
- 王白淵在台灣總督府及日本當局的眼裡，似乎風評不佳。王白淵作為台灣總督府選派的留日學生，因思想問題無法返台任教。對日警來說，王白淵似乎是一個不安份的台灣人。留日期間，與一些日、台左翼人士，甚至共產黨員來往，曾經提供資金給林兌、吳坤煌這些從事左翼運動者；也提倡並且籌組「東京台灣人文化同好會」，試圖以合法掩護非法的方式，讓一些台共、日共成員混在裡面，悄悄與台灣共產黨、中國共產黨、日本共產黨、日本赤色救援會，以及日本與朝鮮左翼團體互通聲息，建立聯合陣線，反帝反封建。

### 遺族與朋友
- 王白淵告別式上的弔聯為「抗暴圖強孤島長留典範，披荊斬刺文壇痛失先驅」。
- 王白淵女兒王慧孌的哀悼詩：「爸爸！您長眠於此，土地冰冷石塊清涼，您的靈魂棲於我心，光芒照耀溫暖芬芳，荊棘的道路您已走盡，但您的意志永存世上！」[40]
- 王昶雄的評語：王白淵遺下的是無法排遣的孤憤與純潔書生的本色。 [41]
- 文友在告別式上的評語：[42]
  - 李石樵的評語：「他的仙歸，可說是美術界失掉了一個暗夜的明星了。」
  - 王詩琅的評語：「白淵兄雖然不是一位出名畫家，但是他的美術批評是到家，是很有權威的，一方面他會做人，這個精神動力，自然而然成為藝術界，尤其美術界的誌標了。」
  - 吳濁流的評語：「白淵兄和藹待人，誠懇地幫人家的忙，都是出於他秉性的流露，可說是一個人道主義者。他到了要死了的臨終瞬間，還自信他不會死，精神可嘉而且尚抱著一個樂觀的希望，才沒有覺悟完了。」
  - 吳坤煌的評語：「白淵兄你最關懷我，如我慈母似的你最幫我的忙，如我手足似的，但我處處對不起你，幾次由我牽連到你，使你受了災難，雖然苦悶是時代的潮流，幸乎！不幸乎？但留下來的我們，還要擔這個重荷，只渴望你，你偉大的英靈照亮我們，讓同樣軟弱的我們，手握手的力量負起這個扁擔，一步一步再一步，在所走的路途上，有一縷光明。」
  - 陳逸松的評語：「他做人平和，對生死不在乎，對於富貴更不足道，對人生可謂達觀。……雖然白淵兄是一介軟弱書生，對於日本帝國主義對殖民地台灣的壓迫，他是絕對不屈服，不屈不撓地抵抗過來的，始終一貫保持了民族精神，祈求和平與平等。」
  - 李超然的評語：「白淵兄的民族意識很深，同時也是台灣文化界出群的美術評論家。就如台陽展、省展，每次都經過他評判而有進步。所以他對台灣美術界的貢獻，是不可埋沒的偉大工作者，可說是台灣美術界的指導力量。」
  - 廖漢臣的評語：「他臨終尚想不會死，有這個自信一定還有一個打算。他的抗暴精神，不屈不撓的勇氣，有如國父孫中山先生的革命精神。」
  - 張維賢的評語：「古井兄與白淵兄雖是對於藝術同一型的人物，可說是嚴格說起來，一個是真正的不懂藝術而關心藝術，而很照顧藝術家，幫了不少人。一個是真正懂藝術，如原子力量發散其能力，影響藝術後進。白淵兄是屬於這型態的好人，他會做人，也注重做人，才夠指導人。」
  - 郭水潭的評語：「他真會做人，愛幫朋友忙，我如今失去一個關心我們的至友，實在太寂寞。誰有勇氣像他始終一貫關懷朋友，幫朋友的忙？」
- 龍瑛宗曾在一篇文章評論王白淵，寫道：「王白淵為人天真爛漫，且是個大好人，熱忱幫助友人，他滿腦子裡理想主義，一生嚮往為爭取自由主義而奪鬥的匈牙利詩人斐多費，也許這是他的生命歷程和環境使然。」

### 後世台灣學者
- 宋冬陽(本名：陳芳明)將三位日治時期詩人--楊華、賴和與王白淵的詩風，作個比較，認為「他們都是政治運動的介入者，他們的作品足以代表當年新詩起步時的挫折、昂揚和成就。他們三人曾坐過日本人的監，他們對臺灣政治運動都有一定的貢獻；然而，他們作品所表現出來的卻具不同的面貌。楊華的詩，陰沉而消極；賴和的詩，熱情而飛躍；王白淵的詩，外柔而內剛。其中以王白淵的詩，最能表現新詩草創期的成就。……(略)……在評估臺灣新詩草創期的作品時，王白淵的詩是不能輕易放過的。他在處理詩的主題時，並沒有像楊華或同時代的詩人那樣透明，他對文字的運用，也沒有像賴和那樣粗枝大葉。在短短的期間內，臺灣就能塑造出如此傑出的詩人，足證在日本統治下的臺灣社會所蘊藏的文學創造力是非常旺盛的。」[43]除了語言風格，修辭技巧方面，陳芳明相當推崇王白淵，他說：「王白淵利用暗喻，利用高度迂廻的手法，把一顆謙虛的心和人間廣大的情思貫穿起來，使我們看到詩人的想法不再是他個人的，而是屬於群眾的。他的詩，放在一個平常的社會可能不具特別的意義：然而，把這樣精緻的作品置於殖民地社會裡，就不能不產生豐富的象徵意義。」[44]

- 謝里法在《台灣出土人物》一書，將王白淵定位為「抗日英雄」及「民主主義的文化鬥士」。對於王白淵的新詩創作與詩集出版，謝里法給予相當高度的肯定，在《台灣出土文人物誌》這樣寫道：「繼追風(按：謝春木)之後，與王白淵在同時期裡從事新詩創作的，約有張我軍、賴和、楊雲萍、施文杞、江肖梅、楊守愚，朱點人、楊華、郭水潭和吳新榮等人，而出版過詩集的，大概只有張我軍的「亂都之戀」(1925年)、陳奇雲的「熱流」(1931年)和王白淵的「荊棘之道」，據說「荊棘之道」曾受到日本左翼詩壇的高度評價，卻不知詳情如何。若稱王白淵是臺灣初期新詩壇上代表作家之一，這大概沒有人會有異議才對！」[45]對於王白淵不同的人生階段，謝里法的結論是：「回顧王白淵短暫六十三年的一生，有兩個階段是他生命的高潮，也是此生中最燦爛的時期：第一階段是，一九三一年至一九三三年與吳坤煌、張文環等在東京從事『台灣人文化圈』(按：也有翻作『台灣人文化同好會』)及『台灣藝術研究會』活動，正是他三十歲前後，「天真爛漫」的理想在他身上閃閃散發光芒的時候。此時的他，充分展現著「革命詩人王白淵」的形象；另一個階段是，一九四四年出獄之後一直到一九四七年再度入獄，也就是從他走出日本人的牢到走進中國人的牢這三年間的壯年期，他以『台灣文化協進會』幹部而投身於文化重建與交流的工作，為推展民主主義的文化而獻身，他給人的形象以尖銳的批判為改革社會而奮鬥的評論家王白淵。這兩個階段，一個在他三十歲的時代；一個在四十歲的時代，兩者加起來至多才只有五年時間。其餘的歲月裡，他先是『明鏡一般清澄的心』(謝春木語)的師範生和美術學生；接著於一九三三年之後，他回到心目中嚮往的祖國，服務於報社和美術教學；再則是監牢的生活奪去了他寶貴的青年期；一九四七年以後，他埋身在史料與文獻裡，是當世的一部活字典。」[46]

- 顏娟英認為謝里法所給予的「抗日英雄」及「民主主義的文化鬥士」，對王白淵而言並不適合，她認為，王白淵是個主張藝術超越國籍，注重世界性、普遍性的人。[47]不過對於王白淵在一九五○年的政治立場，以及他在〈台灣美術運動史〉從抗日角度來論台陽美展與台灣的現代畫，顏娟英有同情也有批判。同情之處在於，顏娟英認為：王白淵之所以「一廂情願地從反日民族意識的角度來討論民間美術團體」，除了個人的思想因素，時代因素也很重要；因為王白淵擔心當權的大陸來台政治團體無法接受台灣的美術家，於是，他一再強調台灣美術界的民族主義，尤其是舉辦台陽美展所發揮的民族主義精神。批判之處在於，顏娟英指出：「日據時期的藝術家大多屬於社會上曾受過良好教育的一小群人，都不曾為民族主義運動上過街頭。總之，在此台灣的民族政治勢力團體未完全成形的階段，要想討論台陽美展或任何台灣的現代畫如何具體地『發揮中華民族的特質』或『抵抗日人的歧視壓迫』無異是五○年代的政治謊言。」[48]此外，對於王白淵的台灣美術研究，顏娟英認為，還有兩點需要檢討。第一，顧慮後代的政治禁忌或信仰，以這樣的心態去解釋台灣日治時期的美術發展。第二，王白淵的研究整理過度依賴文獻資料，忽略具體的美術作品。[49]

- 翻譯並編輯王白淵作品的陳才崑認為，王白淵的孤獨觀或精神，「大大迥異於台灣人普遍具有的『大頭病』和淺薄的實用取向，居此台灣的現代化必須由『量的擴充』轉化為『質的提昇』的今天，是需要大大提倡的。理由無他，唯具真誠的孤獨精神者能開風氣之先，登臨人所未竟之聖域。也唯有如此，我們才能在學術文化上培養出獨創性的人才，和人一爭長短。」[50]

- 羅秀芝將王白淵定位為「台灣文化地圖上的一顆座標星」，認為「這張文化地圖必然永遠是『未完成的』，而且是『永遠的進行式』，隨時有補充、修改與刪除的必要……而王白淵這顆座標星，也可能因不同執筆者畫出的不同的參考座標，而勾勒出截然不同的圖形。」。[51]對於王白淵的藝術評論與美術史文章，羅秀芝認為，王白淵「面臨殖民歷史的侷限，甚至，還擺脫不了漢民族歷史觀和近代藝術觀的框架」，所「奮力呈現出來的台灣美術史，究竟還是有點面目糊模」。[52]其藝術史觀因含有兩種不太相容的意識形態--超越國族的左翼文藝理念、強調血緣祖國原鄉的民族主義--顯得矛盾難解。此外，羅秀芝也檢視王白淵個人的藝術品味，發現：王白淵受到公學校與東京美術學校的美術教育影響很深，「所遵的美學標準還是非常學院派的，重視線條、色彩、構圖、畫面的協調與統一等等基本的繪畫技巧的表現」，以此為原則來鑑賞個別畫家及個別作品。其次，她在《臺灣美術評論全集--王白淵卷》一書舉例論證，得出「王白淵在許多地方也採用了日本美學的審美標準來評判」這個結論。檢視王白淵的藝術評論與美術史的史觀與思想以後，她認為，王白淵還沒有形成一套具體、完整、系統化的個人藝術理論體系，能夠確定的是，「台灣」這塊土地是王白淵建構個人藝術思考體系最重要的基準點。[53]

- 王福東在《臺灣現當代藝術風神榜‧進畫論‧五部曲》一書當中，所收錄〈荊棘之道，王白淵〉的文章中說「王白淵不僅是位詩人、作家、畫家，更是臺灣美術史上藝評第一人」。[54]該文說「1947年王白淵因二二八事件，經歷了一連串殘酷的打擊，一直到他晚年才開始著手積極整理文獻工作」。[55]「有一段時間，王白淵經常與巫永福碰面，兩人常深談論及臺灣新詩與美術發展的議題。戰後初期，王白淵曾任《新生報》編輯部主任，並成為『臺灣文化協進會』十六名理事之一，兼任教育、服務主任並積極參與協進會活動,此一時期王白淵經常對美術展覽會撰寫評論文章。[56]1965年10月3日，王白淵因腎結石引發尿毒症病逝，年僅63歲。王白淵的追思會是由〈阮若打開心內的門窗〉作者王昶雄主持，王白淵的夫人倪雲娥在追思會說道：「……白淵生平最喜愛的是女人…。」[56] 致詞時王昶雄特別提到王白淵曾引用泰戈爾的詩句：「女人啊！妳用妳的珠淚包繞著世界的心，正如海洋包繞了大地一樣！」王福東在〈荊棘之道，王白淵〉文章的結尾說「原來！作為臺灣美術藝評第一人的王白淵，一如他最喜歡的女人一樣，也是以：『珠淚包繞著世界的心』愛他所愛的藝術，『正如海洋包繞了大地一樣！』」[57]

## 作品出版、刊載情況
其作品寫作、發表情況，請參見「王白淵文藝作品列表」。使用「台灣書目整合查詢系統」查詢，目前為止(2014/9/15)，王白淵作品的出版情況：
- 《蕀の道》，日本盛岡市久保庄，1931年(昭和6年)初版，台灣大學圖書館有收藏該書。
- 1981年羊子喬與陳千武選錄九首王白淵的日文詩：「未完的畫像」、「地鼠」、「蓮花」、「水邊吟」、「零」、「風」、「給春天」、「詩人」、「島上的少女」，將之翻譯成中文，然後收進「光復前臺灣文學全集」第九冊「亂都之戀」(書名)裡。
- 陳才崑/中譯，《王白淵‧荊棘的道路》(上)(下)，彰化縣立文化中心，1995年。--除了『荊棘之道』的詩文，該書也收錄了王白淵幾篇重要的政治、戲劇及美術評論。
- 王白淵的日文新詩〈地鼠〉、〈向日葵〉，其中譯文本收錄在林瑞明主編《國民文選‧現代詩卷I》。[58]
- 王白淵《荊棘之道》部份詩作，收錄在《台湾詩集》裡，該書由日本綠蔭書房出版，2003年出版。
- 王白淵的日文新詩〈未完的畫像〉、〈鼴鼠〉，由陳千武翻譯成中文，收錄在陳明台主編的《陳千武譯詩選集》。[59]
- 莫渝/編輯、翻譯，《王白淵荊棘之道》，晨星出版，2008年。
- 出獄以後至日本戰敗投降這段期間，王白淵所作的日文詩〈怨恨深矣的阿圖島守衛〉、〈澳洲與印度〉、〈太平洋的暴風〉、〈新加坡如此滅亡〉。目前已知，學者柳書琴將這幾首詩翻譯成中文，呈現在專書《荊棘之道：臺灣旅日青年的文學活動與文化抗爭》之內。

## 外部連結
- 【文學散步道】走過荊棘的詩人-王白淵。 （页面存档备份，存于）
- 王白淵 - 臺灣記憶Taiwan Memory--國家圖書館 （页面存档备份，存于）
- 國立台灣文學館>文學知識平台>小事典>6月，日文世代作家詩人王白淵於日本出版日文詩集《棘の道》
- 王白渊_百度百科
- 憂鬱的藝評詩人王白淵@ 彩虹石頭的天空 （页面存档备份，存于）
- 龍瑛宗隨筆>張文環與王白淵 （页面存档备份，存于）
- 二水詩人王白淵的一生-賴和紀念館